# Terry Fisher
Terry Fisher (...) è un allenatore di calcio e dirigente sportivo statunitense.

## Carriera
Nel 1975, appena venticinquenne viene chiamato alla guida del L.A. Aztecs, divenendo l'allora più giovane allenatore professionista degli Stati Uniti d'America. Con gli Aztecs raggiunse le semifinali della North American Soccer League 1977, perdendole contro il Seattle Sounders.
La stagione seguente venne sollevato dall'incarico a campionato in corso, sostituito dall'inglese Tommy Smith, venendo però immediatamente chiamato alla guida del S.J. Earthquakes per subentrare al jugoslavo Momčilo Gavrić.
Con gli Earthquakes chiuse il girone Western dell'American Conference al quarto ed ultimo posto, non ottenendo l'acceso alla fase finale del torneo.
L'anno seguente viene sostituito alla guida del club di San Jose dal tedesco Peter Stubbe.
Nel 1980 diviene l'assistente di Eckhard Krautzun agli Houston Hurricane e poi di Al Miller ai Calgary Boomers.
Successivamente diviene dirigente sportivo per varie società americane.